# Berliet CBA
Der Berliet CBA war ein vor allem im Ersten Weltkrieg, aber teilweise auch noch im Zweiten Weltkrieg eingesetzter französischer Lastkraftwagen mit 3–4 Tonnen Nutzlast.

## Geschichte
Im Jahr 1913 konstruierte Berliet einen neuen Lkw, der die Bezeichnung CBA erhielt. Als 1914 der Erste Weltkrieg ausbrach, wählte die französische Armee diesen Typ zum Standard-Lkw der Dreieinhalb-Tonnen-Klasse. Ähnliche Standard-Lkw der USA sind als Liberty Truck und für Deutschland als Regel-3-Tonner bekannt. Während des Krieges wurden Tausende dieser Wagen von Berliet gebaut und auch nach dem Krieg noch längere Zeit in der einen oder anderen Variante bis 1926 produziert. Abarten und Varianten dieses Typs wurden bis 1932/33 vor allem für zivile Kunden, aber auch weiterhin für das Militär gebaut.

## Varianten

### Mit 4,4-Liter-Motor
Die ersten 1913 konstruierten Fahrzeuge erhielten einen Vierzylindermotor des Typs L mit einer Bohrung von 100 mm und einem Hub von 140 mm, woraus sich ein Hubraum von 4398 cm³ errechnet. Ihre Leistung wurde mit 22 PS angegeben, hierbei dürfte es sich allerdings um Steuer-PS (CV fiscales) gehandelt haben, die tatsächliche Leistung lag wahrscheinlich höher, Angaben darüber liegen aber nicht vor. Das Leergewicht dieser Fahrzeuge lag bei 3250 kg, die Nutzlast bei 2,8 bis 3 Tonnen. Die Hinterräder wurden über Ketten angetrieben. Noch im Jahr 1913 erprobte die französische Armee zwei Fahrzeuge, entschloss sich aber nicht zu einem Kauf größerer Stückzahlen. Solche wurden erst bestellt, als Anfang August 1914 der Erste Weltkrieg ausbrach und das französische Heer dringend Lastkraftwagen zum Transport von Menschen und Material benötigte. Diese Variante des Berliet CBA wurde bis etwa Mitte 1915 gebaut.

### Mit 5,3-Liter-Motor
Bereits im Sommer 1914 war ein Berliet CBA mit gleichen Abmessungen gebaut worden, der jedoch einen stärkeren Motor (Typ Z) mit einem auf 110 mm vergrößerten Hub (und damit 5322 cm³ Hubraum) hatte. Dessen Leistung wurde mit 30 PS angegeben (unklar, ob effektive Leistung oder Steuerklasse). Die Nutzlast betrug jetzt 3,5 und später auch 4 Tonnen, das Leergewicht war gegenüber dem älteren Modell um 65 kg gesenkt worden. Diese Variante mit stärkerem Motor löste ab Mitte 1915 den älteren Typ in der Produktion ab. Sie wurde bis zum Kriegsende 1918 und noch einige Zeit darüber hinaus in Tausenden von Exemplaren gebaut und an die französische Armee wie auch nach dem Krieg an zivile Abnehmer geliefert. Diese Variante blieb daher die Hauptvariante des Berliet CBA, sie wurde bis 1926 hergestellt.
Die meisten Fahrzeuge hatten ein mit einer Segeltuchplane abgedecktes, aber ansonsten offenes Fahrerhaus und eine ebenfalls mit Plane abgedeckte Ladepritsche von 3,70 × 1,70 m. Es gab aber auch Fahrzeuge mit einem hölzernen Kofferaufbau für die Sanitätstruppe (Sterilisations-, Radiologie- und Medikamententransportfahrzeug) mit aufgebautem Maschinengewehr zur Fliegerabwehr und als Zugfahrzeug für Scheinwerferanhänger. Ab 1918 wurden zahlreiche Fahrzeuge in motorisierten Feldartillerie-Regimentern eingesetzt, die auf ihrer Ladefläche ein Geschütz samt Munitionsprotze transportieren konnten.
Ein Teil der Fahrzeuge ging infolge der Kriegsereignisse verloren, ein anderer wurde nach Kriegsende an zivile Kunden verkauft (üblicherweise öffentlich versteigert), ein Rest verblieb als Materialreserve für den Fall einer erneuten Mobilmachung in Depots.

### Veränderungen 1919–1926
1919 erhielten neue Fahrzeuge ein anderes Führerhaus: auf einem Hartholzrahmen eine Blechverkleidung, der Einstieg (links) erhielt eine Tür, das Dach bestand aus einem auf Holzrahmen gespannten geteerten Tuch. 1923 erhielten neu ausgelieferte Fahrzeuge eine Windschutzscheibe und einen Rückspiegel. Es wurden solche Fahrzeuge vor allem an zivile Kunden, daneben aber auch zwischen 1924 und 1926 insgesamt 449 Stück an die französische Armee geliefert. Das Leergewicht war auf 3840 kg gestiegen, die Nutzlast auf 4 Tonnen. Der Radstand war um 5 mm verlängert, die Ladepritsche maß jetzt 3,50 × 1,92 m. Das Fahrzeug hatte nach wie vor Kettenantrieb und Vollgummireifen, die Reifengröße war jetzt vorn 940 mm × 140 mm und für die hinteren Zwillingsreifen 1000 mm × 140 mm. Der Motor behielt die bisherigen Zylindermaße (110 mm × 140 mm), war jetzt mit 25 Steuer-PS angegeben und erreichte seine Höchstleistung (in unbekannter Höhe) bei 1300/min.

### Berliet CBA9

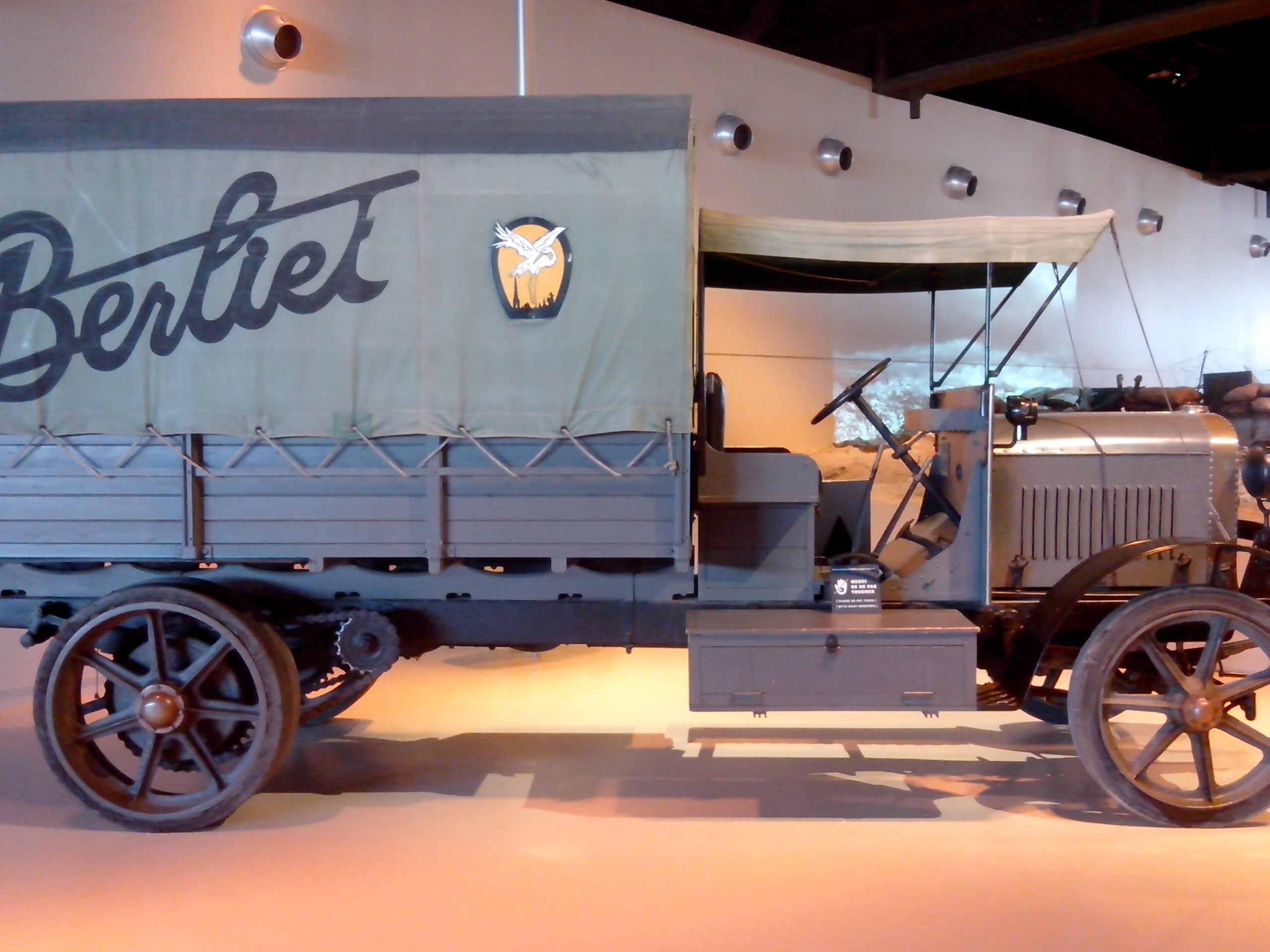
Berliet CBA Pritschenaufbau

1920 stellte Berliet die Variante CBA9 mit einer auf 5 Tonnen erhöhten Nutzlast vor: Das Fahrzeug wog leer mit Plane 4630 kg (4990 bis 5830 kg mit Tankwagenaufbau), der Radstand war auf 4,20 m, die Pritsche auf 3,88 m verlängert. Der Motor hatte die bisherigen Abmessungen, führte jedoch die Bezeichnung „Z17“ und war mit 24 Steuer-CV eingestuft, seine Höchstleistung entwickelte er bei 1400/min. Die französische Armee erwarb 1924 einen Lkw dieses Typs mit Pritsche und Plane, 1925 zehn mit Tankwagenaufbau und 1926 zusätzlich 20 Fahrzeuge mit Kipper. Die französische Luftwaffe kaufte 1926 einige Lkw dieses Typs mit Tankaufbau und 1927 weitere 17 Stück.

### Berliet CBAB
Der Berliet CBAB war die letzte Version des Berliet CBA, sie wurde von 1925/26 bis 1932 gebaut. Die Armee bestellte hiervon nur 37 Stück, die meisten Fahrzeuge dieses Typs gingen an zivile Kunden. Das Fahrzeug hatte nach wie vor Kettenantrieb für die Hinterräder und Vollgummireifen (vorne 1030 mm × 140 mm, hinten doppelt 1030 mm × 160 mm). Der Radstand betrug 4,19 m, die Ladefläche maß 3,80 × 1,85 m. Bei einem Leergewicht von 5131 kg betrug die Nutzlast 3,5 Tonnen. Der Motor blieb der bekannte Vierzylindermotor mit 5322 cm³ Hubraum, hatte aber jetzt die Bezeichnung MLB4, war mit 20 CV fiscales eingestuft und entwickelte seine Höchstleistung bei 1300/min.
Im Jahr 1928 wurden zwei Lkw dieser Variante mit Holzgasgenerator unter der Bezeichnung CBAG an die Armee geliefert. 1929 folgten zwei und 21 weitere im Jahr 1930, die die Bezeichnung CBABG2 erhielten und neben einem Holzgasgenerator jetzt auch über luftbereifte Räder verfügten.

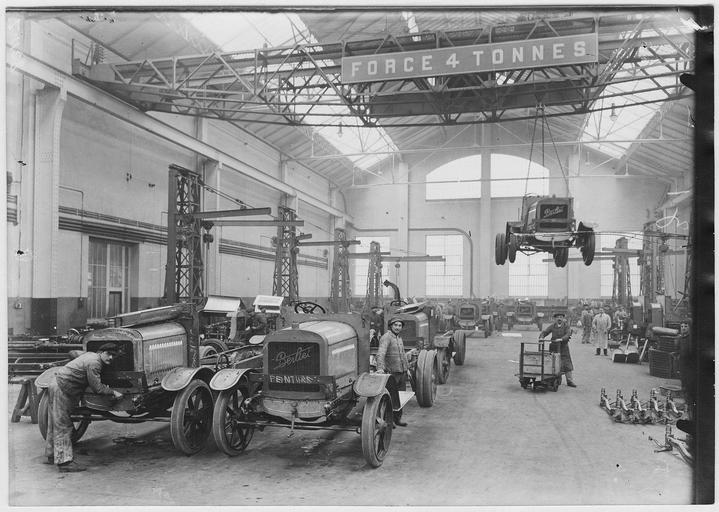
Historische Berliet-Lkw Fertigung, Fabrik in Lyon (1916)

### Berliet GCA und GCAB
Berliet GCA und GCAB waren im Prinzip Varianten des Typs CBA mit verlängertem Radstand. Sie wurden 1923 und 1924 nur für die Armee (und nicht für zivile Kunden) gebaut und waren die ersten Lkw von Berliet, deren Typenbezeichnung mit einem G begann (mit G begannen ab diesem Zeitpunkt bei Berliet alle Lkw-Typen mit über 3 Tonnen Nutzlast). Das Leergewicht ist unbekannt, die Nutzlast betrug 5 Tonnen. Der Radstand maß 4,65 m, die Ladefläche 3,60 × 1,85 m. Die Reifen (nach wie vor aus Vollgummi) hatten vorn 1030 mm × 140 mm, hinten (Zwillingsreifen) 1030 mm × 160 mm. Der Vierzylindermotor mit der Bezeichnung Z3, eingestuft mit 25 CV fiscales, hatte die schon bekannten Maße von 110 mm × 140 mm und leistete im GCA 38 effektive PS, im GCAB 36 effektive PS. Die französische Armee beschaffte 1923 bis 1924 zusammen 40 Stück.

### Mit Holzgas-Motor

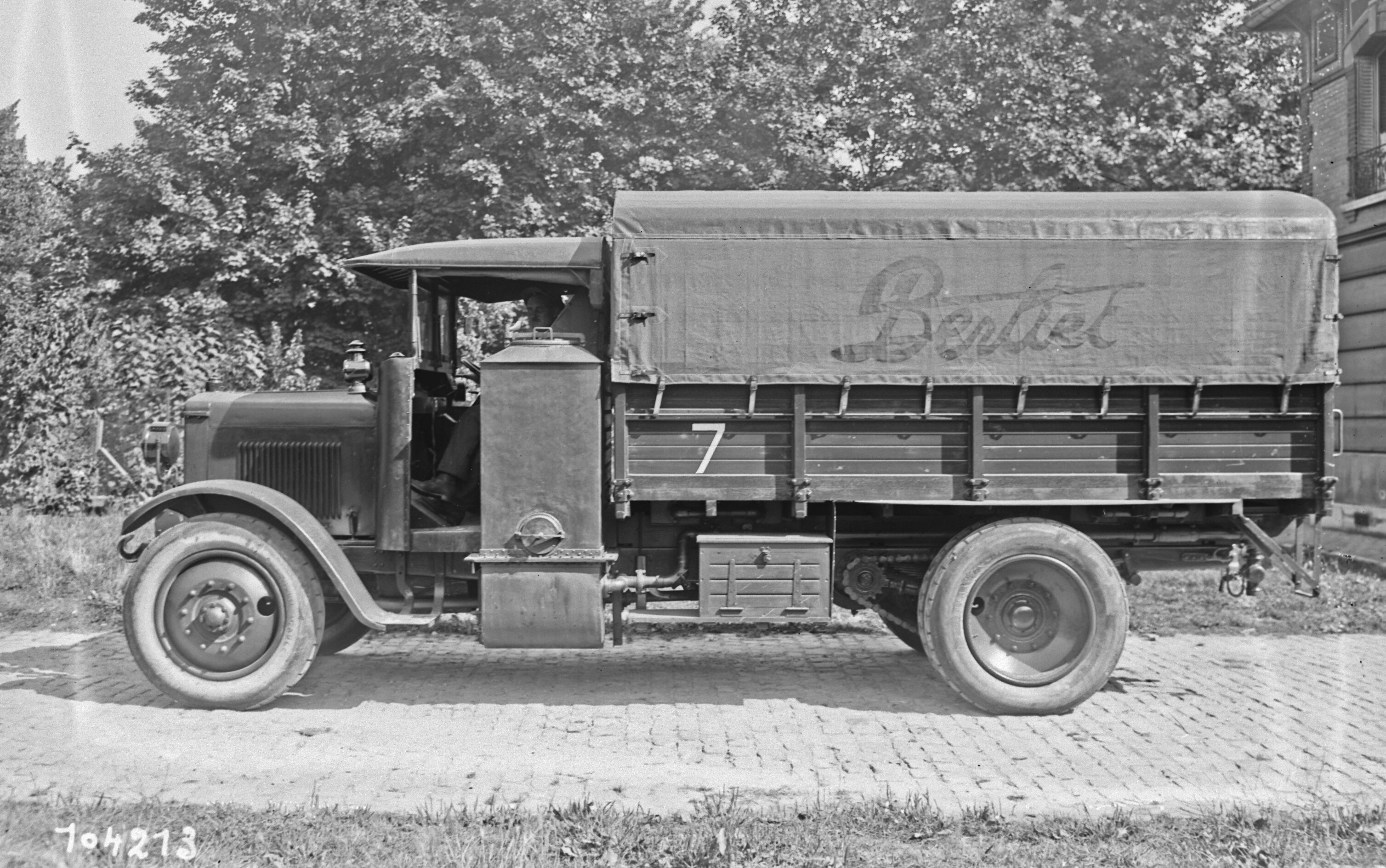
Berliet Kraftfahrzeug mit Holzgasgenerator

In Frankreich gab es – außer geringen Erdölvorkommen bei Merkwiller-Pechelbronn in Elsaß-Lothringen – keinerlei Erdölquellen (die reichen Vorkommen in Algerien wurden erst in der Zeit nach 1945 erschlossen). Infolgedessen drängte die französische Armee auf die Entwicklung von Fahrzeugen mit alternativen Kraftstoffen, um in einem erneuten Krieg möglichst unabhängig von ausländischen Importen zu sein. Hier bot sich der Betrieb mit Holzgasgeneratoren an. Bei der Entwicklung dieses Antriebs war Frankreich in den 1920er und 1930er Jahren führend. Allerdings leisteten die solcherart angetriebenen Motoren rund 20 bis 30 Prozent weniger als gleichgroße benzingetriebene. Im Jahr 1924 wurden 30 Berliet CBA mit einem Holzgasgenerator versehen und in Manövern erprobt.

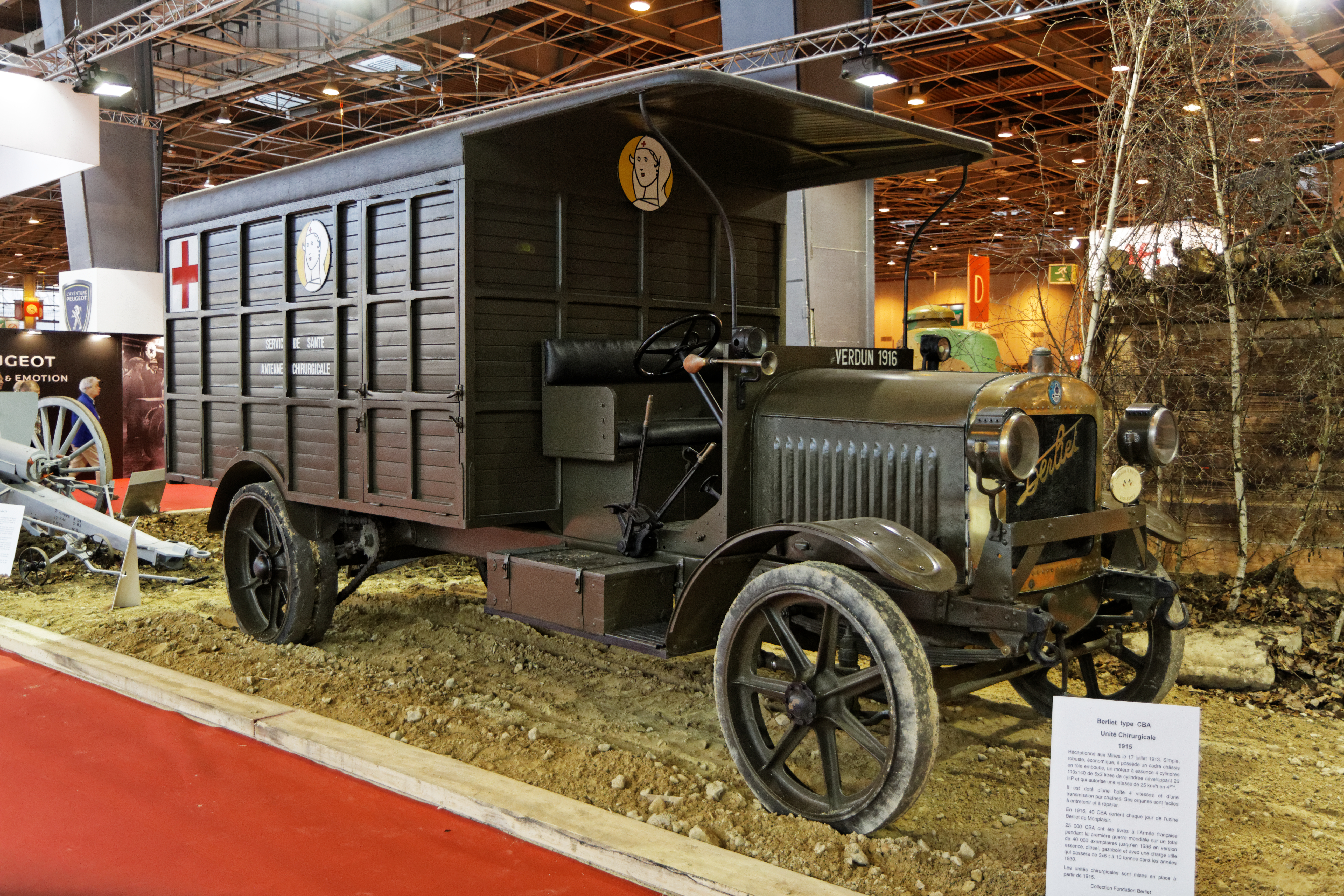
Berliet CBA Sanitätsfahrzeug

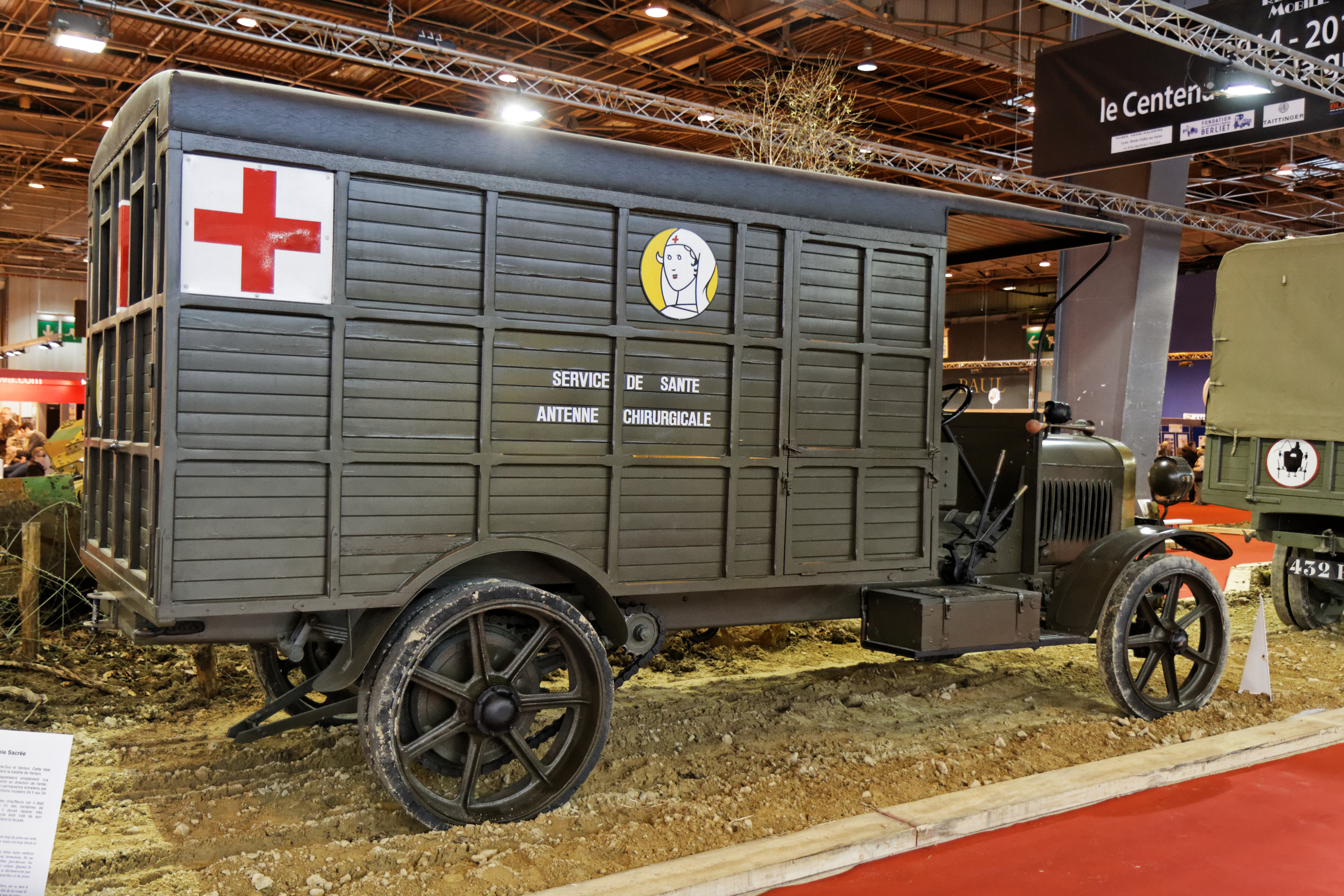
Berliet CBA Sanitätsfahrzeug

### Im Zweiten Weltkrieg
Etliche Berliet CBA im Dienste der französischen Streitkräfte waren nach Friedensschluss 1919 eingemottet worden und lagerten in Depots. Als 1939 der Zweite Weltkrieg ausbrach, waren sie völlig veraltet. Da jedoch nicht genügend neuere Fahrzeuge zur Verfügung standen, wurden damit dennoch verschiedene motorisierte Einheiten ausgerüstet, vor allem motorisierte Feldartillerie-Einheiten. Soweit das geschah, wurden viele im Rahmen der Kampfhandlungen 1940 zerstört oder von den sich zurückziehenden Truppen einfach stehen gelassen, aufgegeben und anschließend verschrottet; die Wehrmacht übernahm keines dieser „altehrwürdigen“ Fahrzeuge in ihre Bestände.

## Stückzahlen
Genaue Stückzahlen zu den gebauten Berliet CBA scheinen nur bruchstückhaft vorzuliegen, die Angaben hierzu differieren je nach Quelle: Nach der „Encyclopedia of Commercial Vehicles“ sollen bis 1933 über 25.000 Stück gebaut worden sein. Nach Vauvillier ist die Zahl der im Ersten Weltkrieg gebauten Berliet CBA auf rund 15.000 Stück zu schätzen. Zu Kriegsbeginn kostete ein Berliet CBA 16.400 Französische Franc, und insgesamt sollen von 1914 bis 1918 Berliet-Lkw im Wert von 200.000.497 Franc an die französische Armee geliefert worden sein: Unterstellt man von 1914 bis 1918 gleichbleibende Preise, wären das etwa 12.200 Stück gewesen. Im Jahr 1915 sollen monatlich 100 Stück gebaut worden sein, 142 Stück im Januar 1916 und 424 Stück im Dezember 1916 sowie 1000 Stück im Januar 1918. Unterstellt man ein gleichmäßiges Wachstum in den übrigen Monaten bis zum Januar 1918 und danach einen gleichbleibenden monatlichen Ausstoß von 1000 Stück bis zum Kriegsende, so errechneten sich 1200 Stück für 1915, etwa 3400 Stück für 1916, etwa 8500 Stück für 1917 und 12.000 für 1918, also von Anfang 1915 bis Ende 1918 ca. 25.000 Stück – eine Zahl, die wir auch im Buch von Monique Chapelle finden. Sie gibt übrigens die Zahl der insgesamt bis Anfang der 1930er Jahre gebauten mit etwa 40.000 an.